# 阿芙佳朵
阿芙佳朵（義大利語：Affogato），另譯阿法奇朵，意为淹没于咖啡（義大利語：affogato al caffè）是一种以咖啡为基底的意大利甜点。一杯阿芙佳朵包括杯底的意大利浓缩咖啡和覆盖在上面的冰淇淋，为了增加甜味和促进口感，常会向里面加入焦糖。也有撒上少量的可可粉、肉桂粉等。